# Fitschenband

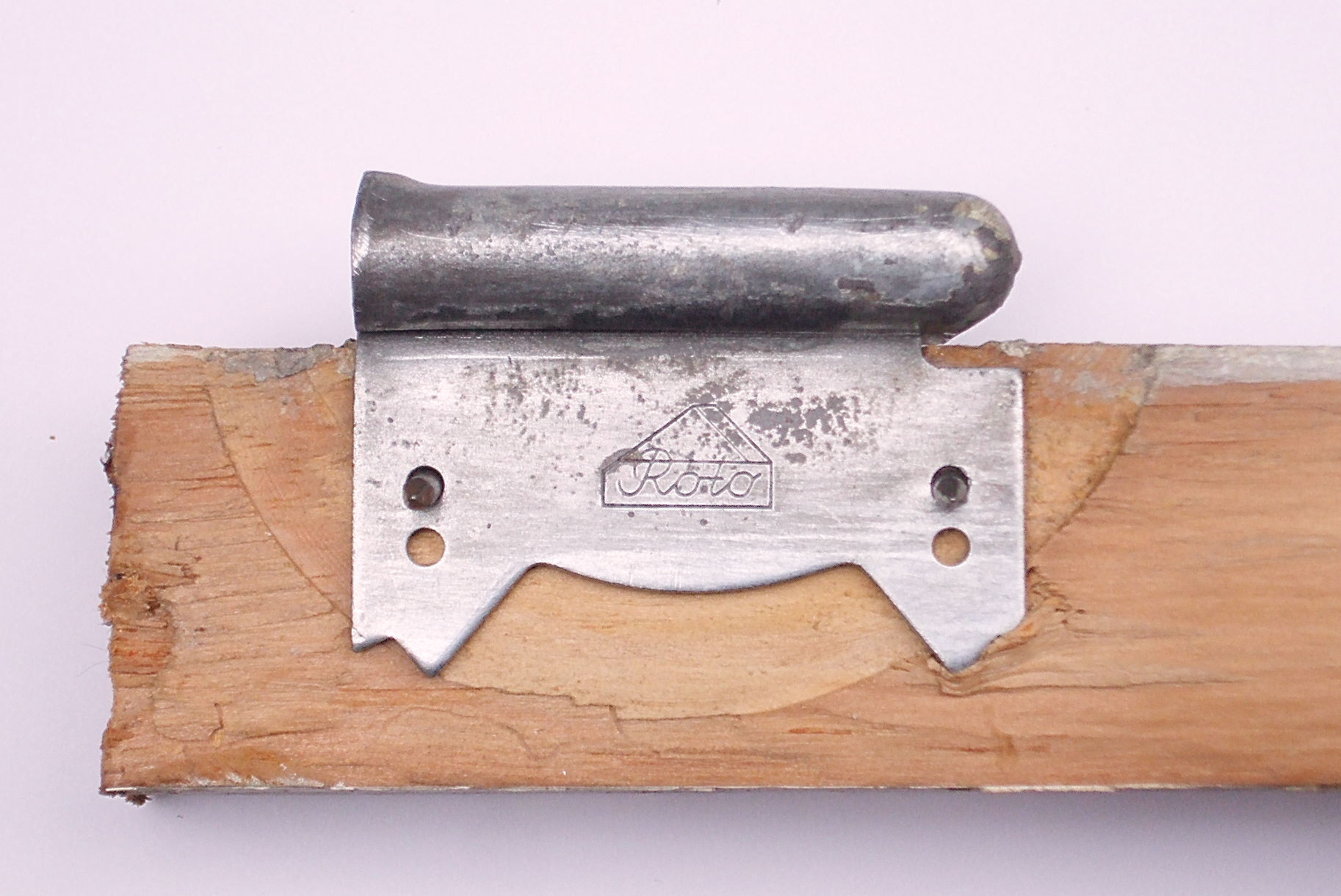
Schnitt durch einen Fensterflügel. Fitschenband in der Ausfräsung mit Befestigungsstiften

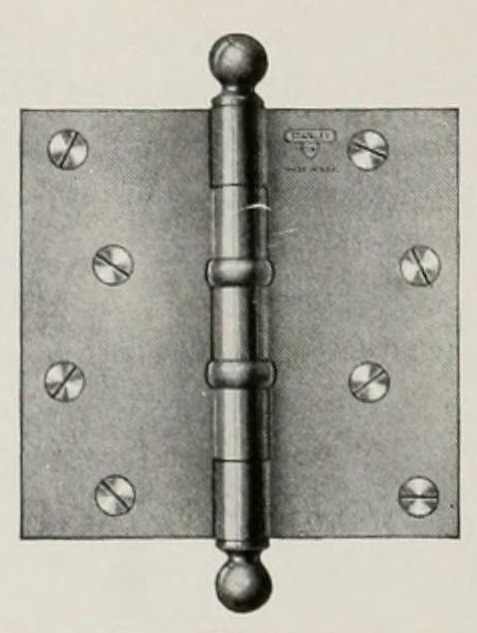
Ein Aufschraubband mit acht Senklöchern zur bündigen Aufnahme der Senkkopfschrauben

Fitschenband, auch Fitschband, Fischband oder Einstemmband genannt, ist ein Band, das im handwerklichen (Tischler) Türen-, Fenster- und Möbelbau gebräuchlich war.

## Beschreibung
Wenn im Folgenden von Türen und Türblättern die Rede ist, so gelten die Angaben ebenso für Tür- und Fensterflügel, Fensterläden, Klappen, Tore usw.
Der Teil des Bandes, der im Holz verschwindet, heißt „Lappen“ oder „Lasche“, der Teil, der sichtbar bleibt, heißt „Rolle“. Die Rolle wurde am äußeren Ende oft mit Zierknöpfen, etwa in Form einer Eichel versehen.
Fitschenbänder werden in der Regel bei überfälzten Türen verwendet, da die Schlitze hier durch den Überschlag in ausreichender Entfernung von der Kante eingestemmt werden können. Bei bündig einschlagenden Türblättern müssten die Schlitze für die Bandlappen schräg ins Holz geschnitten werden, was mit mehr Aufwand zum Positionieren der Schlitze und Ausrichten des Türblatts verbunden ist. Bündig einschlagende Türblätter werden daher in der Regel mit Aufschraubbändern versehen, die an der schmalen Seite des Türblatts sowie am Falz der Zarge angeschraubt werden. Aufschraubbänder unterscheiden sich nur unwesentlich von den Fitschenbändern. Ihr Bandlappen ist als Aufschraub- oder Einfräslappen ausgeführt. Letzterer wird etwas vertieft in eine flache Fräskontur eingesetzt, um bündig mit der Oberfläche des Türfalzes zu liegen. Diese Bänder werden gemeinsam auch als Rollenbänder bezeichnet, da insbesondere bei geschlossener Türe in der Regel nur die zylinderförmige Bandrolle zu sehen ist.
Unterscheidung von Fitschenbändern und Aufschraubbändern anhand der Bandlappen
- Die Bandlaschen von Fitschenbändern sind häufig an der flachen Seite und der schmalen Seite angeschrägt, um sie einfacher einschlagen zu können.
- Die Bandlaschen von Fitschenbändern haben überwiegend nur zwei Löcher zum Einschlagen der Stifte. Mehr werden nicht benötigt, da die Lasche bereits durch das Einschlagen in den Schlitz relativ gut fixiert wird. Die Bandlaschen von Anschraubbändern besitzen dagegen meist drei, vier oder fünf Bohrungen, die gewöhnlich als Senkloch ausgeführt sind, damit die Köpfe der verwendeten Senkschrauben bündig mit der Oberfläche abschließen.
- Da die Bandlaschen der Anschraubbänder bei geöffneter Tür sichtbar sind, werden sie oft mit einer gleichmäßigeren und hochwertigeren Oberfläche gefertigt.
- Die Bandlaschen von Anschraubbändern liegen bei paralleler Ausrichtung fast in einer Ebene. Die Distanz zwischen den Außenflächen der Lappen entspricht dann dem vorgesehenen Luftspalt im Türfalz von meist 1 bis 3 mm. Bei Einfräslappen entspricht der Abstand der Innenflächen der Lappen dem Luftspalt. Die Bandlaschen von Fitschenbändern liegen demgegenüber bei paralleler Ausrichtung in der Regel mehr als einen Zentimeter voneinander entfernt.

Zum Einstemmen der Bänder werden mit Kreissägeblatt, Frässcheibe oder manuell mit einem Fitscheneisen Schlitze in das Holz vom Türblatt einerseits und Rahmen oder Zarge andererseits geschnitten. In die Schlitze werden die Bandlappen eingesteckt, die dann fixiert werden, indem Fitschenbandstifte (ähnlich gekürzten Nägeln ohne Kopf) durch Holz und vorgebohrte Löcher im Bandlappen getrieben werden. Alternativ können auch Schrauben verwendet werden, deren Köpfe aber im Holz weniger leicht zu kaschieren sind.
Fitschenbänder waren bis Anfang der 1960er Jahre weithin gebräuchlich. Da ihr Einbau handwerklich vergleichsweise anspruchsvoll und zeitaufwendig ist, wurden sie später weitgehend durch andere Beschlagarten ersetzt. In historischen und denkmalgeschützten Häusern sowie bei Stilmöbeln und Restaurierungsprojekten werden sie noch gelegentlich verwendet.

## Fitschbandeisen
Das speziell zur Herstellung der Schlitze mit der Hand vorgesehene Fitschbandeisen, kurz Fitscheneisen, ähnelt einem Stemmeisen. Es besitzt jedoch keine durchgehende Klinge. Stattdessen enden die beiden schmalen Längsseiten in jeweils einem Zacken. Die Zacken werden eingesetzt, um durch wechselweises Einschlagen und seitliches Bewegen des Fitscheneisens die Holzfasern zu durchtrennen und aus dem entstehenden Schlitz an die Oberfläche zu räumen. Fitscheneisen gibt es in mehreren Stärken, die passend zur Dicke der gewählten Bänder eingesetzt werden.

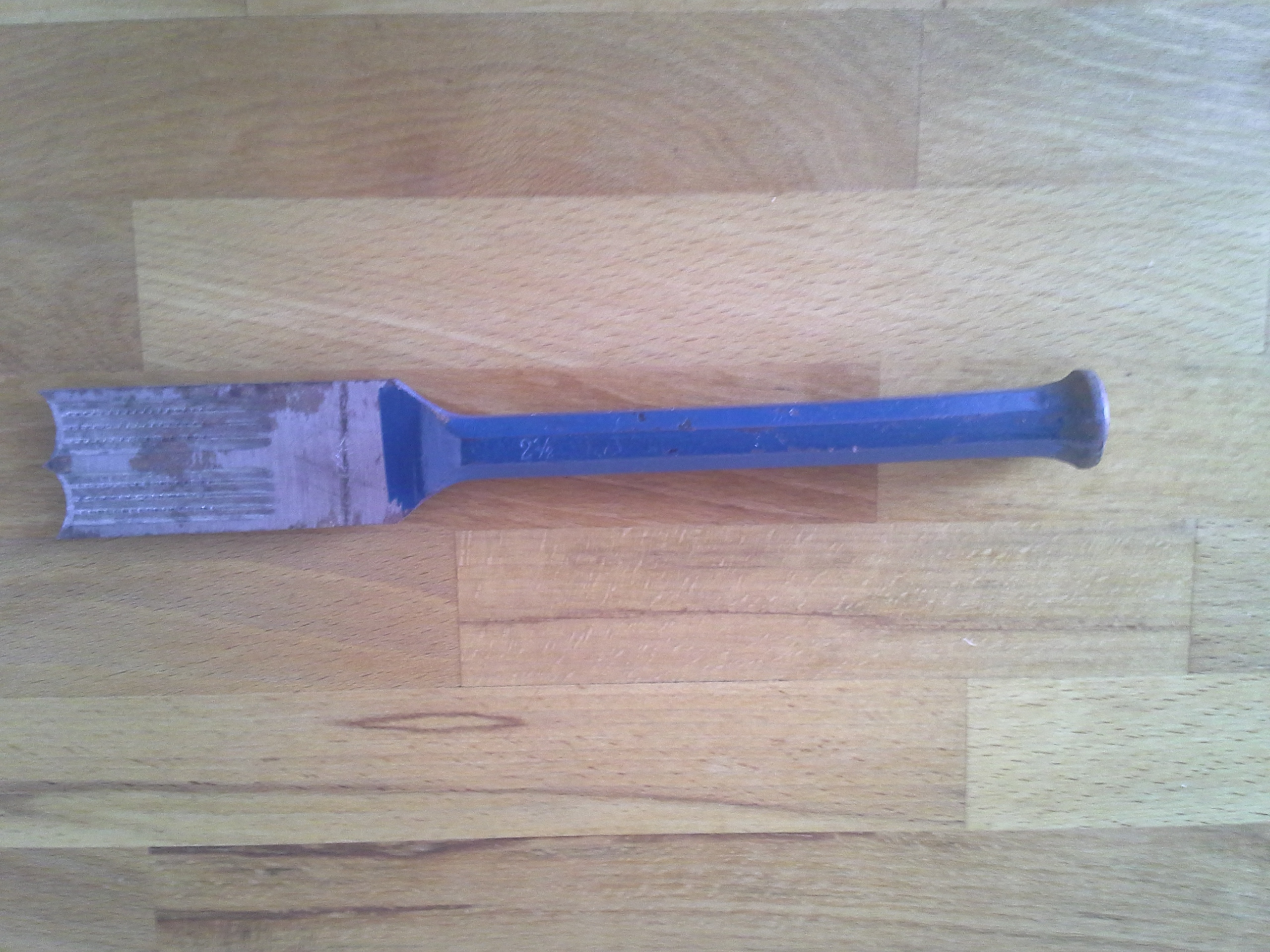
Fitscheneisen
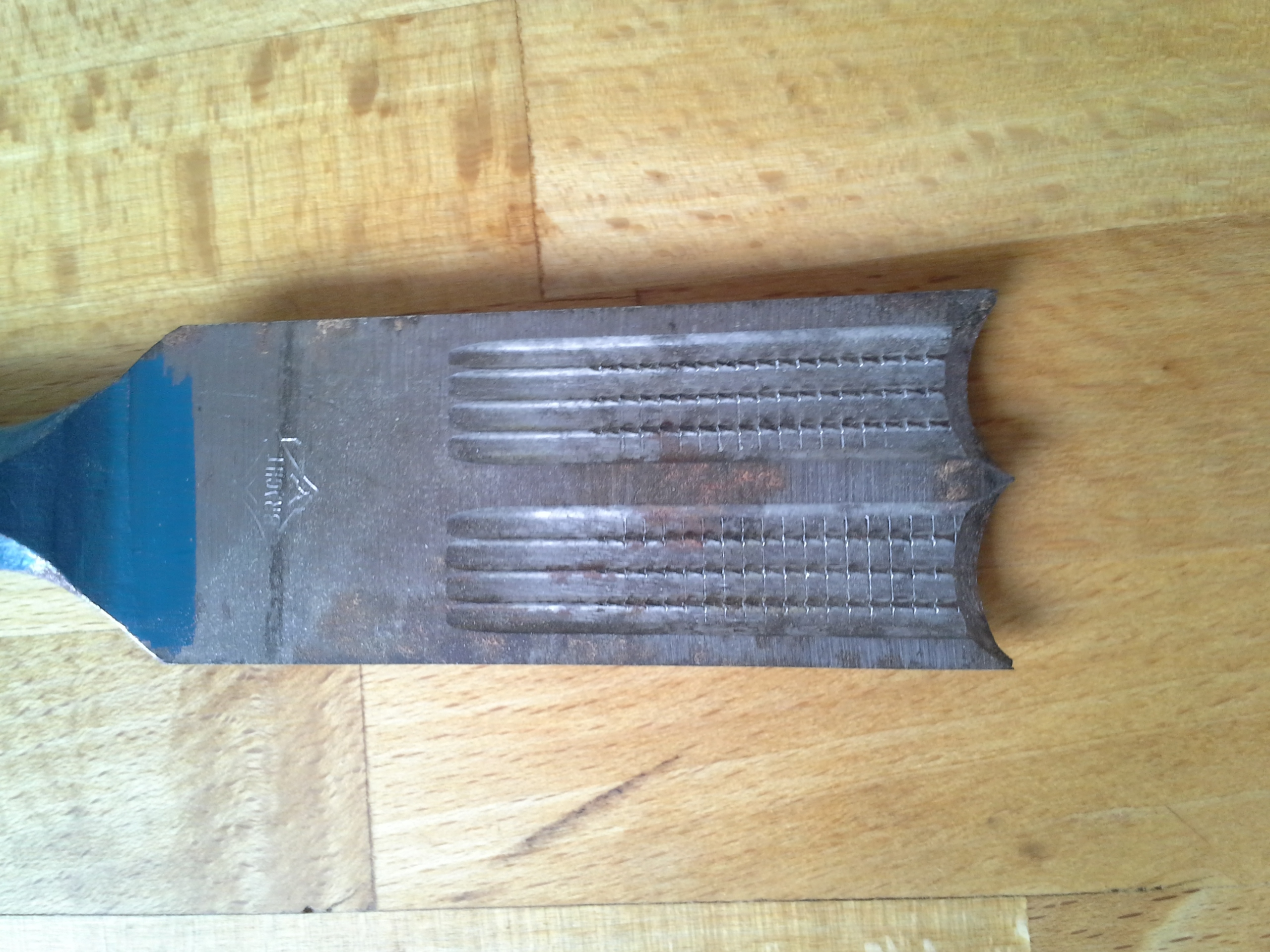
Unterseite des Fitscheneisens; die kleinen Haken helfen, die Späne aus dem Schlitz zu holen
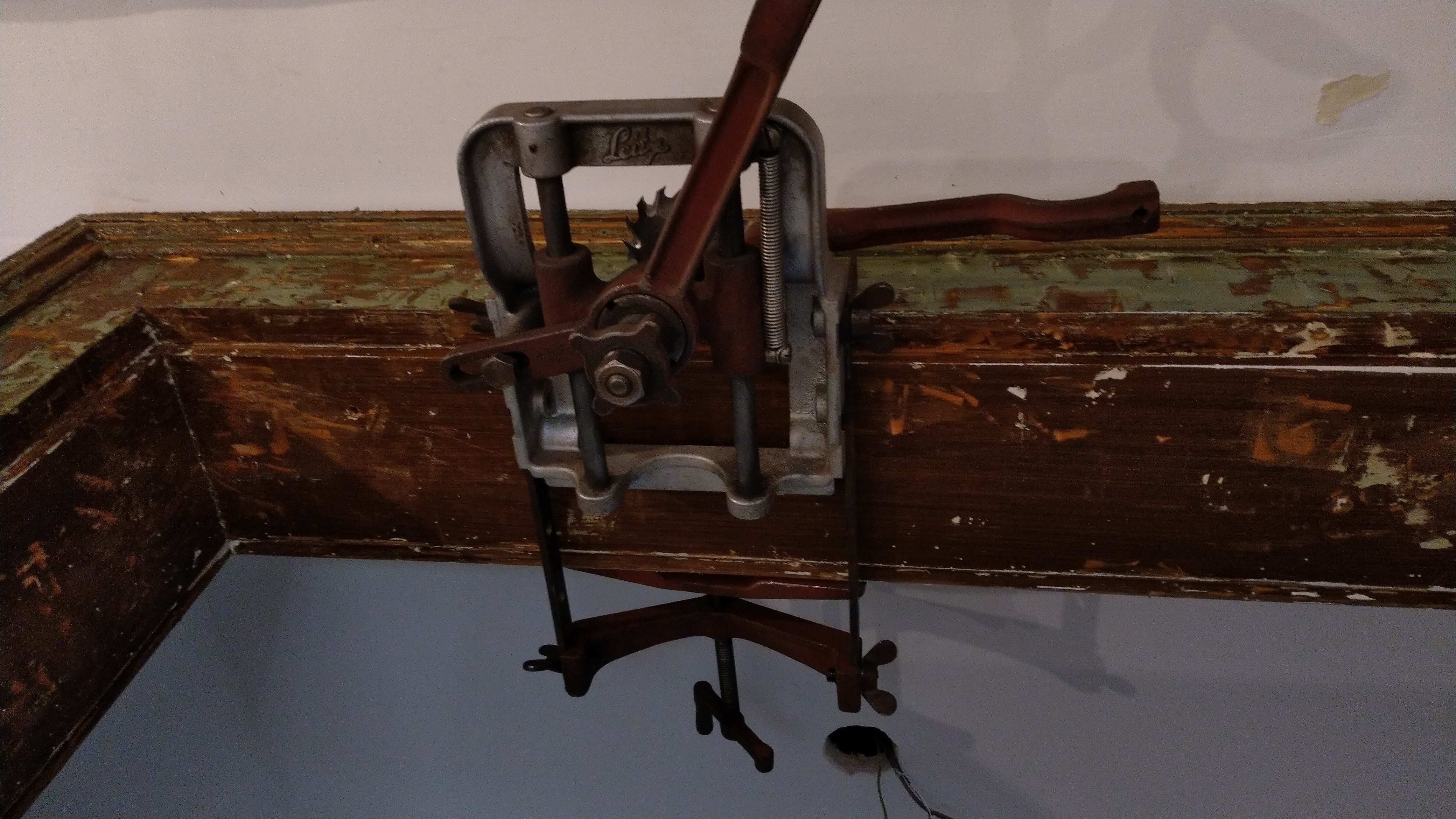
Vorrichtung zum Einstemmen von Fitschenbändern
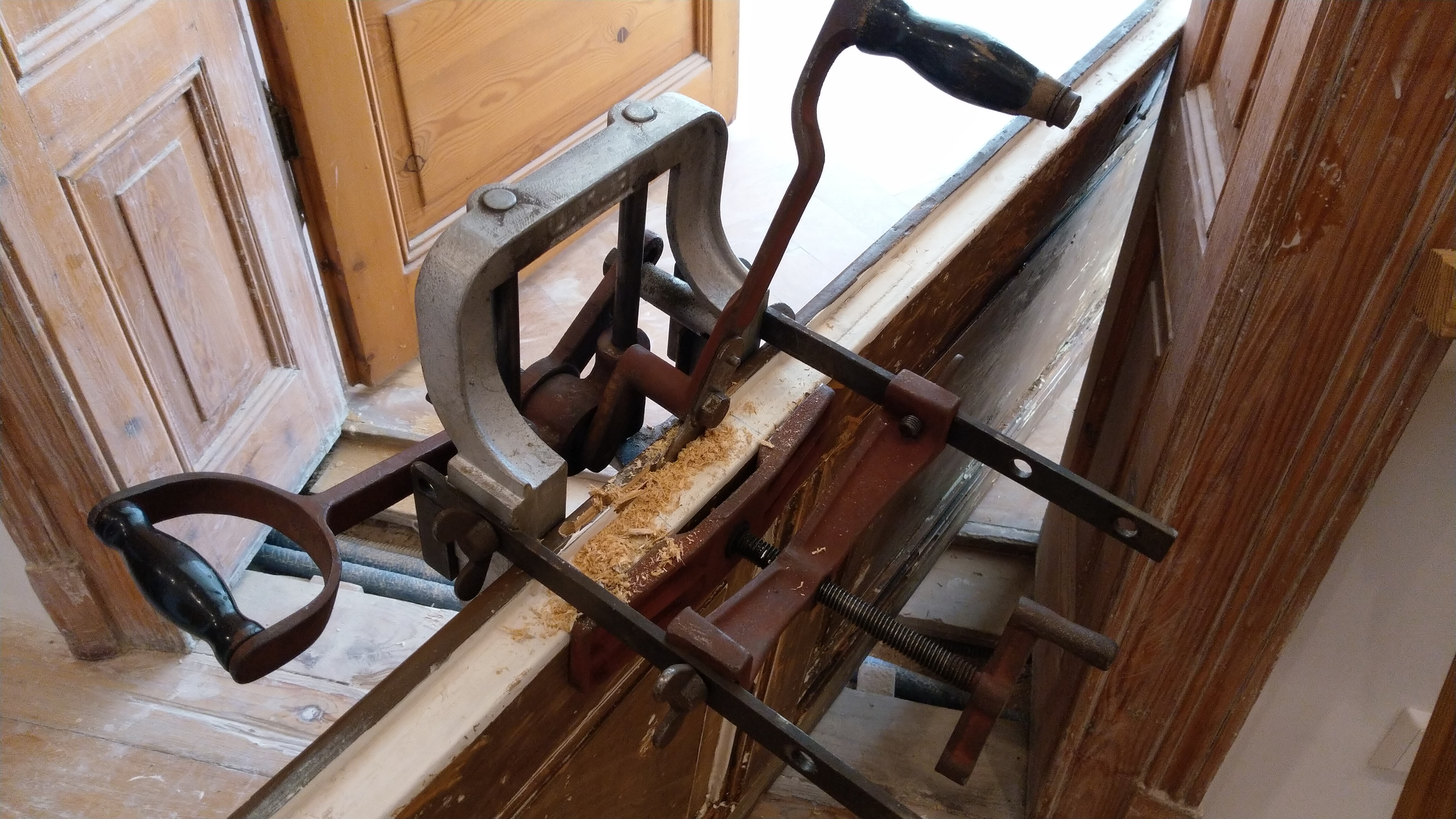
Vorrichtung zum Einstemmen von Fitschenbändern
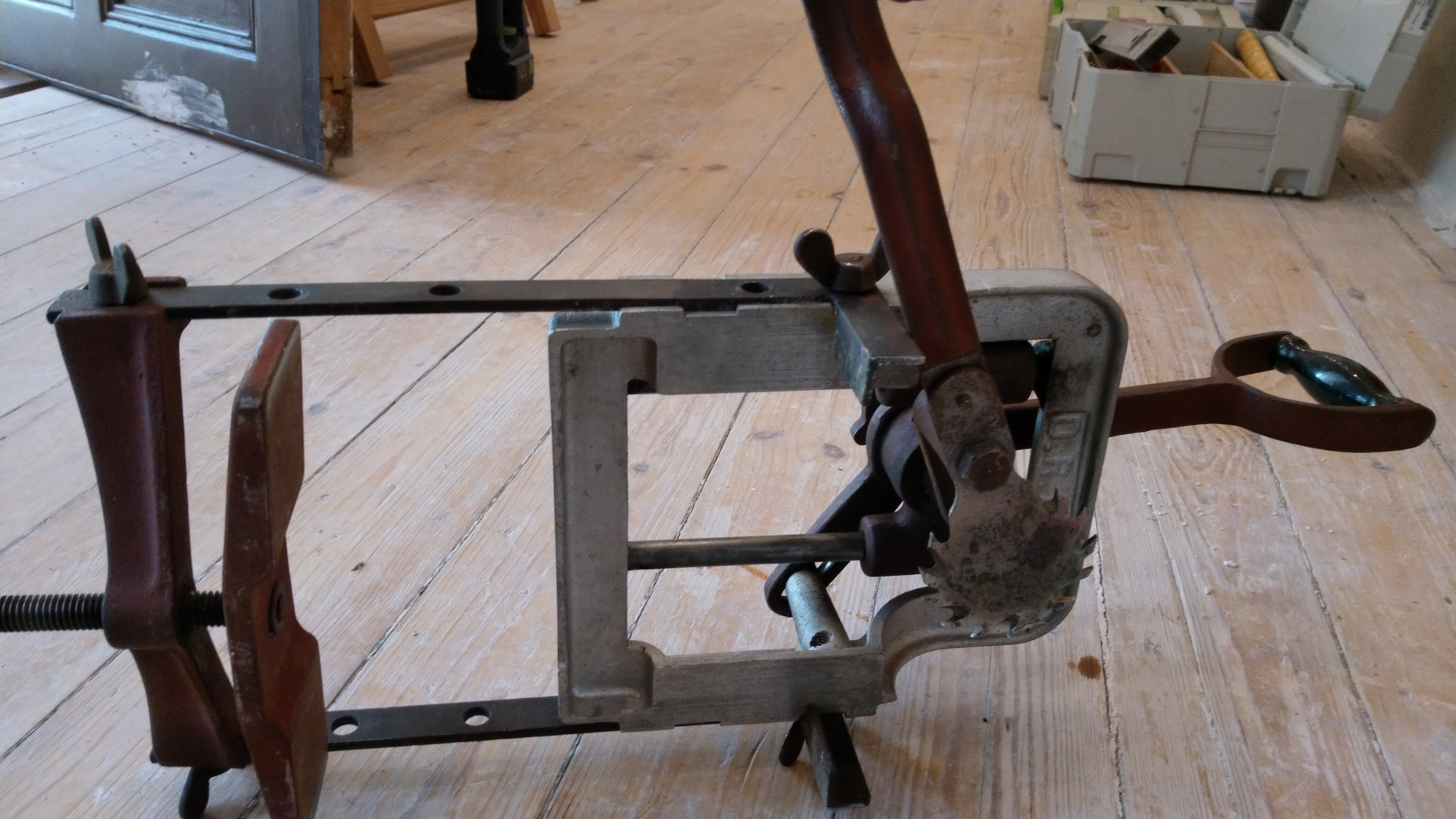
Vorrichtung zum Einstemmen von Fitschenbändern